# Уэркман, Джеймс
Джеймс Теодор «Джим» Уэркман (англ. James Theodore "Jim" Workman; 30 апреля 1908, Вудуард, Оклахома — 15 октября 1983, Ориндж, Калифорния) — американский гребец, выступавший за сборную США по академической гребле в конце 1920-х годов. Чемпион летних Олимпийских игр в Амстердаме в зачёте восьмёрок, победитель и призёр многих студенческих регат. Офицер Военно-воздушных сил США.

## Биография
Джеймс Уэркман родился 30 апреля 1908 года в городе Вудуард, штат Оклахома.
Занимался академической греблей во время учёбы в Калифорнийском университете в Беркли, состоял в местной гребной команде «Калифорния Голден Беарс», неоднократно принимал участие в различных студенческих регатах, в частности в 1928 году выиграл чемпионат Межуниверситетской гребной ассоциации (IRA).
Наивысшего успеха в гребле на международном уровне добился в сезоне 1928 года, когда вошёл в основной состав американской национальной сборной и благодаря череде удачных выступлений удостоился права защищать честь страны на летних Олимпийских играх в Амстердаме. В распашных восьмёрках с рулевым благополучно преодолел все предварительные этапы и в решающем финальном заезде более чем на две секунды опередил главных конкурентов британцев — тем самым завоевал золотую олимпийскую медаль.
Впоследствии Уэркман сделал карьеру военного офицера, служил в Военно-воздушных силах США. Вышел на пенсию в звании подполковника.
Умер 15 октября 1983 года в округе Ориндж, штат Калифорния, в возрасте 75 лет.